# Robert Eriksson (speedwayförare)
Robert Eriksson, född 23 februari 1974 i Örebro, är en svensk före detta speedwayförare, nu lagledare för Solkatterna i Division 1.
Robert Eriksson var 1992 med om att ta upp Valsarna i Elitserien. Han körde senare också för Bysarna, men gick 2005 tillbaka till Valsarna. 2009 körde Robert Eriksson för Valsarna i Allsvenskan.